# Університет Аль-Мустансірія
Університет Аль-Мустансірія ( араб. الجامعة المستنصرية) — іракський університет, розташований в Багдаді.

## Історія
Університет був заснований в 1233 році. Він досі залишається одним з найважливіших вишів Іраку. Після реорганізації 1962 року Університет Аль-Мустансірія став одним з 6 університетів Багдада. Університет спеціалізується насамперед на праві та літературознавстві. Приміщення університету розташовується в старому місті неподалік від Тігріса за спорудою міністерства оборони.
16 січня 2007 року не менше 70 людей загинули внаслідок терористичного акту перед університетом, 169 було поранено.